# Putzbrunn

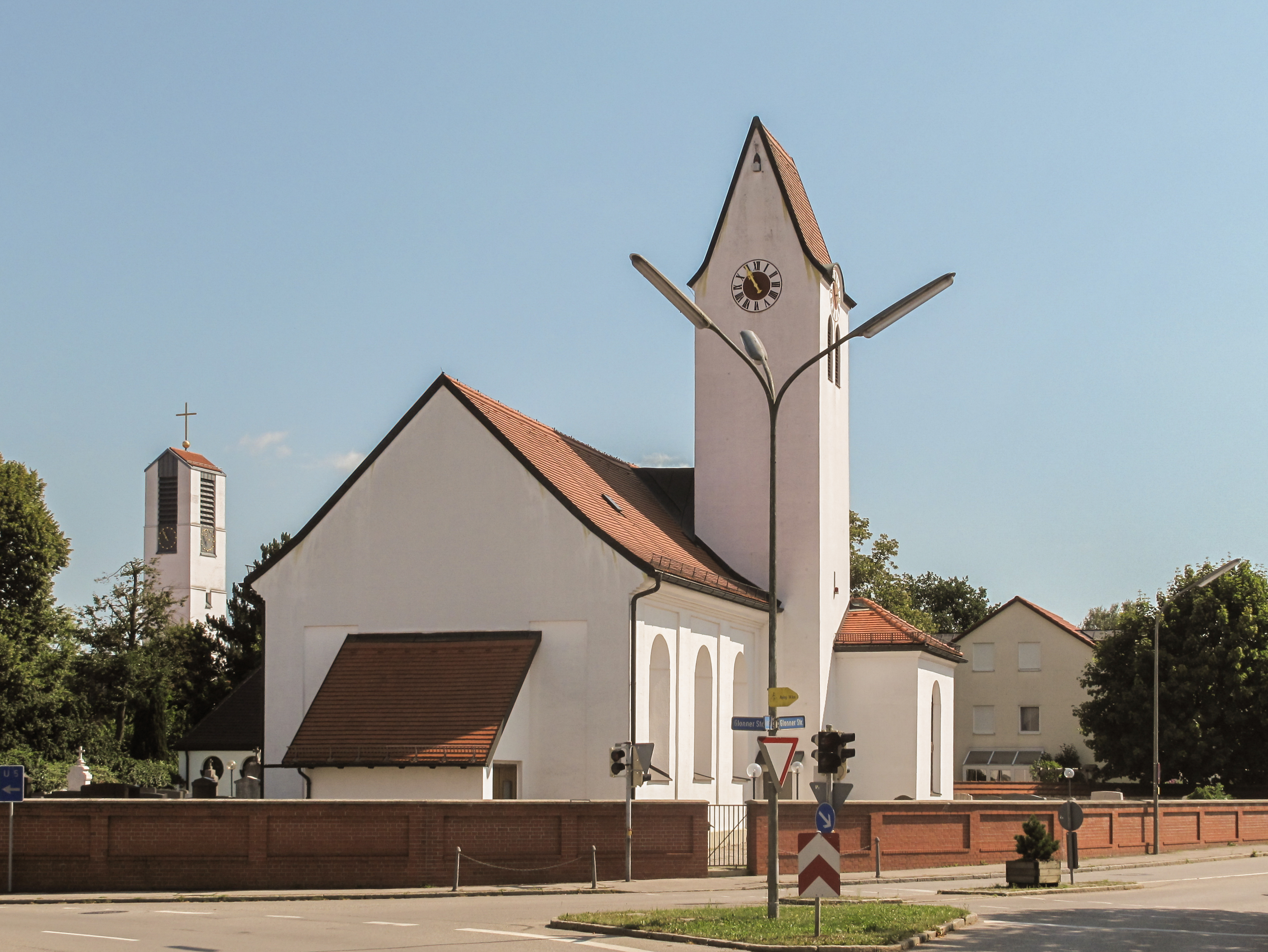
Putzbrunn, église: die Sankt Stephan Kirche

Putzbrunn est une commune de Bavière (Allemagne), située dans l'arrondissement de Munich, dans le district de Haute-Bavière.